# Artemisiella stracheyi
Artemisiella stracheyi là một loài thực vật có hoa trong họ Cúc. Loài này được (Hook.f. & Thomson ex C.B.Clarke) Ghafoor mô tả khoa học đầu tiên năm 1992.